# 1807
Il 1807 (MDCCCVII in numeri romani) è un anno  del XIX secolo.

## Eventi
- 29 gennaio – Giuseppe Bonaparte istituisce l'Osservatorio Astronomico di Napoli.
- 8 febbraio – Battaglia di Eylau: Scontro tra Francia e Russia-Prussia a Eylau, con esito incerto.
- 29 marzo
  - Georg Wilhelm Friedrich Hegel pubblica la Fenomenologia dello spirito.
  - Viene scoperto 4 Vesta che è l'unico asteroide visibile ad occhio nudo dalla Terra.
- 10 giugno – Battaglia di Heilsberg: Nell'ambito della Guerra della quarta coalizione anti-francese, le truppe dei generali francesi Gioacchino Murat e Jean Lannes affrontarono quelle russe del generale Levin August von Bennigsen. La ritirata di von Bennigsen verso Friedland garantì una vittoria strategica ai francesi.
- 14 giugno – Battaglia di Friedland tra Francia e Russia. Vittoria francese.
- 29 giugno – Viene abolita la più antica delle Federazioni politiche d'Europa, la Reggenza dei Sette Comuni.
- 7 luglio – Napoleone Bonaparte e lo zar Alessandro I si incontrano a bordo di una zattera sul fiume Niemen per firmare il trattato di pace tra Russia e Francia che prenderà il nome di Pace di Tilsit.
- 9 luglio – Napoleone Bonaparte e il re Federico Guglielmo III si incontrano a Tilsit per il trattato di pace tra Prussia e Francia.
- 2-5 settembre – Battaglia di Copenaghen: Al rifiuto danese di consegnare la propria flotta, la Marina britannica iniziò un bombardamento sulla città di Copenaghen. La capitale danese cadde in mano britannica il 7 settembre.
- 27 ottobre – Francia e Spagna stipulano il Trattato di Fontainebleau, un accordo segreto per la spartizione del Portogallo tra queste, che tuttavia non avrà mai seguito.
- Humphry Davy riesce ad isolare il Sodio (Na) dalla soda caustica (Idrossido di sodio, NaOH), scoprendo di fatto l'elemento metallico.
- Gli Stati Uniti d'America aboliscono la tratta degli schiavi.

## Nati
Ci sono circa 320 voci su persone nate nel 1807; vedi la pagina Nati nel 1807 per un elenco descrittivo o la categoria Nati nel 1807 per un indice alfabetico.

## Morti

### Gennaio
- 8 gennaio - Luigi Ciaffaleone di Villabona, militare italiano
- 9 gennaio - Carlo Federico Guglielmo di Leiningen, nobile tedesco (n. 1724)
- 14 gennaio - Arthur Acheson, I conte di Gosford, nobile e politico irlandese (n. 1744)
- 17 gennaio - Pierre Marie Auguste Broussonet, medico e naturalista francese (n. 1761)
- 24 gennaio - Jean-Augustin Renard, architetto e decoratore francese (n. 1744)

### Febbraio
- 1º febbraio - Vijaya Raghunatha Tondaiman, sovrano (n. 1759)
- 5 febbraio - Pasquale Paoli, politico, patriota e militare italiano (n. 1725)
- 6 febbraio - Friedrich August Carus, filosofo tedesco (n. 1770)
- 6 febbraio - John Harvie, politico e avvocato statunitense (n. 1742)
- 8 febbraio - Paul Henri Mallet, storico svizzero (n. 1730)
- 8 febbraio - Samuel Wyatt, architetto e ingegnere britannico (n. 1737)
- 9 febbraio - Lorenz Hübner, presbitero, scrittore e pubblicista tedesco (n. 1751)
- 9 febbraio - Joseph-Benoît Suvée, pittore belga (n. 1743)
- 12 febbraio - David Roentgen, ebanista tedesco (n. 1743)
- 14 febbraio - Jean Joseph Ange d'Hautpoul, generale francese (n. 1754)
- 15 febbraio - Antonio Brognoli, poeta e storico italiano (n. 1723)
- 16 febbraio - Andreas Weiß, organaro tedesco (n. 1722)
- 17 febbraio - Paolo Morellati, compositore e organista italiano (n. 1740)
- 18 febbraio - August Gottlieb Meißner, commediografo e scrittore tedesco (n. 1753)
- 18 febbraio - Sophie von La Roche, letterata e romanziera tedesca (n. 1730)
- 20 febbraio - Jean-Baptiste Nôtre, compositore e organista francese (n. 1732)
- 20 febbraio - Madame Ravissa, compositrice e cantante lirica italiana
- 22 febbraio - John Carr, architetto britannico (n. 1723)
- 27 febbraio - Louise du Pierry, astronoma francese (n. 1746)

### Marzo
- 6 marzo - Andrea Amoretti, incisore e tipografo italiano (n. 1758)
- 8 marzo - Nikolaj Petrovič Rezanov, politico e esploratore russo (n. 1764)
- 11 marzo - Johann August Nösselt, teologo tedesco (n. 1734)
- 14 marzo - Antoine-Xavier Maynaud de Pancemont, vescovo cattolico francese (n. 1756)
- 16 marzo - Hyde Parker, ammiraglio britannico (n. 1739)
- 18 marzo - Pietro Manzoni, nobile italiano (n. 1736)
- 22 marzo - Giovanni Battista Guadagnini, teologo italiano (n. 1723)
- 27 marzo - Michele Mortellari, compositore italiano
- 28 marzo - Joseph Hickel, pittore austriaco (n. 1736)

### Aprile
- 1º aprile - Pietro Giovanni Boateri, storico italiano (n. 1747)
- 2 aprile - Balthasar Anton Dunker, pittore e incisore tedesco (n. 1746)
- 3 aprile - Charles Cadogan, I conte Cadogan, nobile e politico inglese (n. 1728)
- 3 aprile - Carl Caspar von Siebold, medico tedesco (n. 1736)
- 4 aprile - Jérôme Lalande, astronomo francese (n. 1732)
- 6 aprile - Louis-Simon Lempereur, incisore francese (n. 1728)
- 6 aprile - John Opie, pittore inglese (n. 1761)
- 10 aprile - Anna Amalia di Brunswick-Wolfenbüttel, nobile tedesca (n. 1739)
- 13 aprile - Maria Teresa di Borbone-Due Sicilie, imperatrice (n. 1772)
- 14 aprile - Jeremias Benjamin Richter, chimico tedesco (n. 1762)
- 15 aprile - Gottlob Moriz Christian von Wacks, nobile e politico tedesco (n. 1720)
- 17 aprile - Leopolda di Savoia-Carignano, nobile italiano (n. 1744)
- 19 aprile - Georg Adam von Starhemberg, nobile e diplomatico austriaco (n. 1724)
- 20 aprile - Vincenzo Martinelli, pittore e scenografo italiano (n. 1737)
- 20 aprile - Laurence Parsons, I conte di Rosse, nobile e politico irlandese (n. 1749)
- 20 aprile - Andrej Ivanovič Vjazemskij, ufficiale russo (n. 1750)
- 28 aprile - Jakob Philipp Hackert, pittore tedesco (n. 1737)
- 28 aprile - Luigi Federico II di Schwarzburg-Rudolstadt, principe (n. 1767)
- 30 aprile - Vincenzo Labini, arcivescovo cattolico italiano (n. 1735)

### Maggio
- 5 maggio - Napoleone Carlo Bonaparte, principe francese (n. 1802)
- 9 maggio - Giovanni Battista Biffi, scrittore italiano (n. 1736)
- 10 maggio - Jean-Baptiste Donatien de Vimeur de Rochambeau, generale francese (n. 1725)
- 17 maggio - Elisabetta Contarini Mosconi, scrittrice italiana (n. 1752)
- 18 maggio - Antonio Filippo di Borbone-Orléans, principe francese (n. 1775)
- 22 maggio - Henri Edgeworth de Firmont, presbitero irlandese (n. 1745)
- 27 maggio - Antoine Delarbre, botanico e geologo francese (n. 1724)

### Giugno
- 8 giugno - George Wythe, giudice e politico statunitense (n. 1726)
- 15 giugno - Charles Bernardy, ballerino e coreografo belga (n. 1724)
- 18 giugno - Pietro Teulié, generale e politico italiano (n. 1769)
- 20 giugno - Ferdinand Berthoud, orologiaio francese (n. 1727)

### Luglio
- 5 luglio - Diego Gregorio Cadello, cardinale e arcivescovo cattolico italiano (n. 1735)
- 11 luglio - George Atwood, matematico, inventore e scacchista inglese (n. 1745)
- 13 luglio - Johann III Bernoulli, matematico svizzero (n. 1744)
- 13 luglio - Enrico Benedetto Stuart, arcivescovo cattolico, cardinale e militare britannico (n. 1725)
- 14 luglio - Julie Angélique Scio, soprano francese (n. 1768)
- 19 luglio - Uriah Tracy, avvocato e politico statunitense (n. 1755)
- 21 luglio - Guglielmo del Palatinato-Zweibrücken, nobile e generale tedesco (n. 1754)
- 28 luglio - Louis-Paul Abeille, economista francese (n. 1719)

### Agosto
- 5 agosto - Jeanne Baret, esploratrice francese (n. 1740)
- 5 agosto - José Joaquín Romero y Fernández de Landa, ammiraglio e ingegnere spagnolo (n. 1735)
- 9 agosto - Lewis Nicola, militare e scrittore irlandese (n. 1717)
- 10 agosto - Domingo Pérez de Grandallana y Sierra, ammiraglio spagnolo (n. 1753)
- 11 agosto - Szymon Bogumił Zug, architetto tedesco (n. 1733)
- 12 agosto - Bernardino Honorati, cardinale e arcivescovo cattolico italiano (n. 1724)
- 12 agosto - Kiril Živković, vescovo ortodosso e scrittore bulgaro (n. 1730)
- 13 agosto - Leonardo Correr, ammiraglio italiano (n. 1764)
- 17 agosto - Ivan Ivanovič Michel'son, generale russo (n. 1740)
- 17 agosto - Johannes Nikolaus Tetens, filosofo e matematico tedesco (n. 1736)
- 22 agosto - Maria Walpole, nobile inglese (n. 1736)
- 25 agosto - Sophie Cottin, scrittrice e politica francese (n. 1770)
- 25 agosto - Gaetano Fiorio, attore teatrale e commediografo italiano (n. 1744)
- 25 agosto - Christian Jakob Kraus, linguista e bibliotecario tedesco (n. 1753)
- 25 agosto - Jean-Étienne-Marie Portalis, giurista francese (n. 1746)
- 27 agosto - Guido Calcagnini, cardinale e arcivescovo cattolico italiano (n. 1725)
- 27 agosto - Ignatius Mouradgea d'Ohsson, diplomatico, storico e orientalista armeno (n. 1740)
- 31 agosto - Christoph Friederich Bretzner, scrittore tedesco (n. 1748)
- 31 agosto - Ponce-Denis Écouchard-Lebrun, poeta e scrittore francese (n. 1729)

### Settembre
- 1º settembre - Samuel Blodgett, avvocato e imprenditore statunitense (n. 1724)
- 1º settembre - Nicolas Lafrensen, pittore e miniaturista svedese (n. 1737)
- 2 settembre - Antonio Casimir Cartellieri, compositore tedesco (n. 1772)
- 3 settembre - Jean-François Leleu, ebanista francese (n. 1729)
- 14 settembre - George Townshend, I marchese Townshend, ufficiale inglese (n. 1724)
- 17 settembre - Edward Telfair, politico statunitense (n. 1735)
- 20 settembre - Victoire Armande Josèphe de Rohan-Soubise, nobile francese (n. 1743)
- 23 settembre - Eberhard I von Waldburg-Wurzach, principe tedesco (n. 1730)

### Ottobre
- 7 ottobre - Charles-Axel Guillaumot, architetto francese (n. 1730)
- 9 ottobre - Michail Matveevič Cheraskov, scrittore russo (n. 1733)
- 9 ottobre - Gianfrancesco Malfatti, matematico italiano (n. 1731)
- 21 ottobre - Attilio Zuccagni, botanico italiano (n. 1754)
- 22 ottobre - Antonio Cappello, politico e diplomatico italiano (n. 1736)
- 24 ottobre - Mariano Rossi, pittore italiano (n. 1731)
- 27 ottobre - Franz de Paula Gundaker von Colloredo-Mansfeld, diplomatico e politico austriaco (n. 1731)

### Novembre
- 1º novembre - Giovanni Fantoni, poeta italiano (n. 1755)
- 2 novembre - Louis Auguste Le Tonnelier de Breteuil, diplomatico e politico francese (n. 1730)
- 5 novembre - Johann Friedrich Wilhelm Herbst, naturalista e entomologo tedesco (n. 1743)
- 5 novembre - Angelika Kauffmann, pittrice svizzera (n. 1741)
- 9 novembre - Augustin de Saint-Aubin, illustratore, disegnatore e incisore francese (n. 1736)
- 10 novembre - Alexander Martin, politico statunitense (n. 1740)
- 11 novembre - Jean-Édouard Adam, chimico e fisico francese (n. 1768)
- 12 novembre - Giovanni Battista de Pergen, vescovo cattolico e nobile austriaco (n. 1720)
- 13 novembre - Luigi Amat Malliano, generale italiano (n. 1744)
- 14 novembre - Charles Grey, I conte Grey, generale e nobile britannico (n. 1729)
- 16 novembre - Zheng Yi, pirata cinese (n. 1765)
- 23 novembre - Jean-François Reubell, politico, diplomatico e avvocato francese (n. 1747)
- 24 novembre - Joseph Brant, politico e condottiero nativo americano (n. 1743)
- 26 novembre - Oliver Ellsworth, politico e avvocato statunitense (n. 1745)
- 28 novembre - Louis-Apollinaire de La Tour du Pin-Montauban, arcivescovo cattolico francese (n. 1741)

### Dicembre
- 3 dicembre - Clara Reeve, scrittrice inglese (n. 1729)
- 5 dicembre - Francis Willis, medico e presbitero britannico (n. 1718)
- 6 dicembre - Pompeo Baldasseroni, avvocato e giurista italiano (n. 1743)
- 12 dicembre - Giuseppe Antonio Maria Michele Mainoni, generale italiano (n. 1754)
- 14 dicembre - Carlo Thaon di Sant'Andrea, nobile e militare italiano (n. 1725)
- 19 dicembre - Friedrich Melchior von Grimm, scrittore tedesco (n. 1723)
- 20 dicembre - Lorenz Spengler, scultore e naturalista danese (n. 1720)
- 21 dicembre - John Newton, marinaio, presbitero e attivista inglese (n. 1725)
- 24 dicembre - Aleksej Grigor'evič Orlov-Česmenskij, militare e politico russo (n. 1737)
- 24 dicembre - Adrienne de La Fayette, nobile francese (n. 1759)
- 25 dicembre - Hermann von Greiffenegg, politico, diplomatico e nobile tedesco (n. 1737)
- 25 dicembre - Francesco Nava, nobile e politico italiano (n. 1755)

### Senza giorno specificato
- Pierre-Michel Alix, incisore francese (n. 1762)
- Antonio Boccia, geografo, militare e storico italiano (n. 1741)
- Felice Boscaratti, pittore italiano (n. 1721)
- Dietrich Adam Heinrich von Bülow, scrittore e militare prussiano (n. 1757)
- Giuseppe Fabiani, scrittore italiano (n. 1720)
- Giacomo Ferrari, pittore e architetto italiano (n. 1747)
- Gregorio Fierli, avvocato italiano (n. 1744)
- Maria Fortuna, poetessa italiana (n. 1742)
- Giuseppe Greco, scultore e architetto italiano (n. 1740)
- Giovanni Grevembroch, disegnatore italiano (n. 1731)
- Anastasio Guzmán, farmacista e naturalista spagnolo
- Bruno de Heceta, navigatore spagnolo (n. 1744)
- Timothy Lane, scienziato britannico (n. 1743)
- Jean-Charles-Pierre Lenoir, poliziotto francese (n. 1732)
- Antonio Liozzi, pittore italiano (n. 1730)
- Giovanni Battista Lorenzi, librettista italiano (n. 1721)
- Ansano Luti, giurista e letterato italiano (n. 1736)
- John Mainwaring, teologo e scrittore inglese (n. 1724)
- Moshe-Leib di Sasov, rabbino polacco (n. 1745)
- Osman Pasvandoglu, militare ottomano (n. 1758)
- Magtymguly Pyragy, poeta turkmeno (n. 1724)
- Josef Winterhalder, pittore tedesco (n. 1743)
- Louis Pierre de Chastenet de Puységur, politico e nobile francese (n. 1727)

## Calendario
| Calendario 1807 | Calendario 1807 | Calendario 1807 | Calendario 1807 | Calendario 1807 | Calendario 1807 | Calendario 1807 | Calendario 1807 | Calendario 1807 | Calendario 1807 | Calendario 1807 | Calendario 1807 | Calendario 1807 | Calendario 1807 | Calendario 1807 | Calendario 1807 | Calendario 1807 | Calendario 1807 | Calendario 1807 | Calendario 1807 | Calendario 1807 | Calendario 1807 | Calendario 1807 | Calendario 1807 | Calendario 1807 | Calendario 1807 | Calendario 1807 | Calendario 1807 | Calendario 1807 | Calendario 1807 | Calendario 1807 | Calendario 1807 | Calendario 1807 |
| --------------- | --------------- | --------------- | --------------- | --------------- | --------------- | --------------- | --------------- | --------------- | --------------- | --------------- | --------------- | --------------- | --------------- | --------------- | --------------- | --------------- | --------------- | --------------- | --------------- | --------------- | --------------- | --------------- | --------------- | --------------- | --------------- | --------------- | --------------- | --------------- | --------------- | --------------- | --------------- | --------------- |
|                 | 1               | 2               | 3               | 4               | 5               | 6               | 7               | 8               | 9               | 10              | 11              | 12              | 13              | 14              | 15              | 16              | 17              | 18              | 19              | 20              | 21              | 22              | 23              | 24              | 25              | 26              | 27              | 28              | 29              | 30              | 31              |                 |
| Gennaio         | Gi              | Ve              | Sa              | Do              | Lu              | Ma              | Me              | Gi              | Ve              | Sa              | Do              | Lu              | Ma              | Me              | Gi              | Ve              | Sa              | Do              | Lu              | Ma              | Me              | Gi              | Ve              | Sa              | Do              | Lu              | Ma              | Me              | Gi              | Ve              | Sa              |                 |
| Febbraio        | Do              | Lu              | Ma              | Me              | Gi              | Ve              | Sa              | Do              | Lu              | Ma              | Me              | Gi              | Ve              | Sa              | Do              | Lu              | Ma              | Me              | Gi              | Ve              | Sa              | Do              | Lu              | Ma              | Me              | Gi              | Ve              | Sa              |                 |                 |                 |                 |
| Marzo           | Do              | Lu              | Ma              | Me              | Gi              | Ve              | Sa              | Do              | Lu              | Ma              | Me              | Gi              | Ve              | Sa              | Do              | Lu              | Ma              | Me              | Gi              | Ve              | Sa              | Do              | Lu              | Ma              | Me              | Gi              | Ve              | Sa              | Do              | Lu              | Ma              |                 |
| Aprile          | Me              | Gi              | Ve              | Sa              | Do              | Lu              | Ma              | Me              | Gi              | Ve              | Sa              | Do              | Lu              | Ma              | Me              | Gi              | Ve              | Sa              | Do              | Lu              | Ma              | Me              | Gi              | Ve              | Sa              | Do              | Lu              | Ma              | Me              | Gi              |                 |                 |
| Maggio          | Ve              | Sa              | Do              | Lu              | Ma              | Me              | Gi              | Ve              | Sa              | Do              | Lu              | Ma              | Me              | Gi              | Ve              | Sa              | Do              | Lu              | Ma              | Me              | Gi              | Ve              | Sa              | Do              | Lu              | Ma              | Me              | Gi              | Ve              | Sa              | Do              |                 |
| Giugno          | Lu              | Ma              | Me              | Gi              | Ve              | Sa              | Do              | Lu              | Ma              | Me              | Gi              | Ve              | Sa              | Do              | Lu              | Ma              | Me              | Gi              | Ve              | Sa              | Do              | Lu              | Ma              | Me              | Gi              | Ve              | Sa              | Do              | Lu              | Ma              |                 |                 |
| Luglio          | Me              | Gi              | Ve              | Sa              | Do              | Lu              | Ma              | Me              | Gi              | Ve              | Sa              | Do              | Lu              | Ma              | Me              | Gi              | Ve              | Sa              | Do              | Lu              | Ma              | Me              | Gi              | Ve              | Sa              | Do              | Lu              | Ma              | Me              | Gi              | Ve              |                 |
| Agosto          | Sa              | Do              | Lu              | Ma              | Me              | Gi              | Ve              | Sa              | Do              | Lu              | Ma              | Me              | Gi              | Ve              | Sa              | Do              | Lu              | Ma              | Me              | Gi              | Ve              | Sa              | Do              | Lu              | Ma              | Me              | Gi              | Ve              | Sa              | Do              | Lu              |                 |
| Settembre       | Ma              | Me              | Gi              | Ve              | Sa              | Do              | Lu              | Ma              | Me              | Gi              | Ve              | Sa              | Do              | Lu              | Ma              | Me              | Gi              | Ve              | Sa              | Do              | Lu              | Ma              | Me              | Gi              | Ve              | Sa              | Do              | Lu              | Ma              | Me              |                 |                 |
| Ottobre         | Gi              | Ve              | Sa              | Do              | Lu              | Ma              | Me              | Gi              | Ve              | Sa              | Do              | Lu              | Ma              | Me              | Gi              | Ve              | Sa              | Do              | Lu              | Ma              | Me              | Gi              | Ve              | Sa              | Do              | Lu              | Ma              | Me              | Gi              | Ve              | Sa              |                 |
| Novembre        | Do              | Lu              | Ma              | Me              | Gi              | Ve              | Sa              | Do              | Lu              | Ma              | Me              | Gi              | Ve              | Sa              | Do              | Lu              | Ma              | Me              | Gi              | Ve              | Sa              | Do              | Lu              | Ma              | Me              | Gi              | Ve              | Sa              | Do              | Lu              |                 |                 |
| Dicembre        | Ma              | Me              | Gi              | Ve              | Sa              | Do              | Lu              | Ma              | Me              | Gi              | Ve              | Sa              | Do              | Lu              | Ma              | Me              | Gi              | Ve              | Sa              | Do              | Lu              | Ma              | Me              | Gi              | Ve              | Sa              | Do              | Lu              | Ma              | Me              | Gi              |                 |